# AK-630
Die AK-630 ist ein schiffsgestütztes russisches Nahbereichs-Flugabwehrsystem im Kaliber 30 × 165 mm.

## Entwicklung
Mit der wachsenden Bedeutung von Seezielflugkörpern in den 1970er-Jahren forderten die Sowjetische Marine ein neues, leistungsfähiges System, das diese effektiv bekämpfen konnte. Weiter sollte mit dem neuen System die veraltete AK-230 ersetzt werden. Die Entwicklung begann 1963, die Erprobungsphase dauerte bis 1966. Die offizielle Einführung erfolgte am 6. Januar 1976; zwei Jahre später wurde das System in Serie gefertigt.

## Technik
Die AK-630 ist Teil des Nahbereichs-Flugabwehrsystems A-213 Wympel, welches neben dem Geschütz aus einem Feuerleitradar, einem elektronisch-optischen Zielsystem sowie einer Bedienkonsole besteht. Die AK-630 besteht aus einem Geschützturm mit einer Höhe von 1,2 m, einem Durchmesser von 1,3 m sowie einem Gewicht von 1.918 kg. Sowohl das horizontale Richten des Waffenturms wie auch die vertikale Ausrichtung der Kanone erfolgt hydraulisch. Im Waffenturm ist die gasdruckbetriebene 30-mm-Gatling-Kanone vom Typ Grjasew-Schipunow GSch-6-30 (AO-13) untergebracht. Die Kanone verwendet sechs wassergekühlte Geschützrohre mit 54 Kaliberlängen (L/54). Die Rohrlebensdauer beträgt gemäß Hersteller rund 8.000 Schuss. Unter dem Schiffsdeck sind in einem Magazin 2.000 bis 3.000 Granatpatronen in einem Munitionsgurt untergebracht. Die Kanone verwendet patronierte Munition der Klasse 30 × 165 mm. Zum Einsatz kommen die Geschosse UOF-84 (Splitter/Brand-Munition) mit 384 g Gewicht sowie UOR-84 (Leuchtspurmunition) mit einem Gewicht von 388 g. Die Mündungsgeschwindigkeit liegt zwischen 880 und 905 m/s. Die Kadenz beträgt zwischen 4.000 und 5.000 Schuss pro Minute.
Für die AK-630 wurde zuerst das Feuerleitradar vom Typ MR-105 (NATO-Codename „Bass Tilt“) verwendet. Dieses wurde nach kurzer Zeit durch das MR-123 (NATO „Bass Tilt“) ersetzt. Das Monopulsradar arbeitet im I/J-Band mit 8 bis 12 GHz mit einer maximalen Pulsleistung von 200 kW. Die Installierte Radarreichweite beträgt rund 40 km. Die Radarantenne befindet sich unter einem Radom mit rund 1,2 m Durchmesser. An dieser ist auch ein elektronisch-optisches Zielsystem mit Laserentfernungsmesser angebracht. Das Radar kann auch die Feuerleitung für das Marinegeschütz AK-176 übernehmen. Das Verbesserte MR-123-2-Feuerleitradar (NATO „Bass Tilt“) wurde Anfang der 2000er-Jahre eingeführt. Es arbeitet im I/X-Band mit einer maximalen Pulsleistung von 250 kW. Die Installierte Radarreichweite beträgt rund 45 km.
Weiter kann die AK-630 mit dem elektronisch-optischen Zielsystem SP-521 (NATO „Tee Plinth“) gesteuert werden. Dieses verwendet eine Visiereinrichtung mit einer elektronischen Kamera mit Restlichtverstärker. Auf einzelnen Schiffen wird auch das ferngesteuerte elektronisch-optische Zielsystem „Tin Man“ mit elektronischer Kamera, Wärmebildkamera sowie Laserdistanzmesser verwendet. Damit können Ziele auf ein Distanz von bis zu 55 km detektiert und verfolgt werden.
Mit der AK-630 können Seezielflugkörper auf Distanzen von 1 bis 1,5 km bekämpft werden. Bei der Bekämpfung von See- und Flugzielen liegt die maximale Einsatzdistanz zwischen 4 und 4,5 km. Ziele werden in der Regel mit einem Feuerstoß von 400 Schuss bekämpft.

## Varianten
- AK-630: Initialversion, eingeführt 1976.
- AK-630M: Standardversion, eingeführt 1979.
- AK-630M1-2: Prototyp aus dem Jahr 1983. Mit zwei Gatling-Kanonen nebeneinander und doppelter Kadenz.
- AK-630M2: Prototyp aus dem Jahr 2007. Mit zwei Gatling-Kanonen übereinander und doppelter Kadenz.
- AK-306: Vereinfachte Ausführung aus dem Jahr 1980. Ausschließlich mit elektronisch-optischem Zielsystem gesteuert und ohne Wasserkühlung.

## Verbreitung
Die AK-630 bzw. AK-306 fand auf vielen Schiffen der sowjetischen Marine und russischen Marine Verwendung. Außerhalb von Russland wurde, bzw. wird es von den Marinen von Algerien, Ägypten, Äquatorialguinea, Bulgarien, Griechenland, Indien, Iran, Kenya, Pakistan, Polen, Kroatien, Kasachstan, Myanmar, Nordkorea, Rumänien, Slowenien, Syrien, Vietnam, der Volksrepublik China und der Ukraine verwendet. Innerhalb der sowjetischen- und russischen Marine wurden folgende Schiffsklassen mit der AK-630 ausgerüstet:
- 58 Kynda-Klasse – 4 × AK-630
- 61MP Kaschin-Mod-Klasse – 4 × AK-630
- 97P Ivan-Susanin-Klasse – 2 × AK-630
- 133 Muravey-Klasse – 1 × AK-630
- 206 Matka-Klasse – 1 × AK-630
- 226M Nataya-Klasse – 1 × AK-306
- 775 Ropucha-Klasse – 2 × AK-630
- 956 Sowremenny-Klasse – 4 × AK-630
- 1041 Svetlyak-Klasse – 1 × AK-630
- 1134A Kresta-II-Klasse – 4 × AK-630
- 1134B Kara-Klasse – 4 × AK-630
- 1135 Kriwak-Klasse – 2 × AK-630
- 1141 Babochka-Klasse – 2 × AK-630
- 1143 Kiew-Klasse – 8 × AK-630
- 1143.5 Admiral-Kusnezow-Klasse – 6 × AK-630
- 1144 Kirow-Klasse – 8 × AK-630
- 1155 Udaloy-Klasse – 4 × AK-630
- 1164 Slawa-Klasse – 6 × AK-630
- 1174 Ivan-Rogov-Klasse – 4 × AK-630
- 1208 Yaz-Klasse – 2 × AK-630
- 1124 Grischa-Klasse – 1 × AK-630
- 1232 Pomornik-Klasse – 2 × AK-630
- 1234 Nanuchka-Klasse – 1 × AK-630
- 1239 Dergach-Klasse – 2 × AK-630
- 1240 Sarancha-Klasse – 1 × AK-630
- 1241 Tarantul-Klasse – 1 × AK-630
- 1241.1 Pauk-Klasse – 1 × AK-630

- 1248 Vosh-Klasse – 1 × AK-630
- 1249 Piyavka-Klasse – 1 × AK-630
- 1256 Andryusha-Klasse – 1 × AK-306
- 1265 Sonya-Klasse – 2 × AK-306
- 1400 Zhuk-Klasse – 1 × AK-630
- 1826 Balzam/Lira-Klasse – 1 × AK-630
- 1941 Kapusta-Klasse – 4 × AK-630
- 10410 Swjetljak-Klasse – 1 × AK-630
- 10750 Lida-Klasse – 1 × AK-306
- 11356 Admiral-Grigorowitsch-Klasse – 2 × AK-630
- 11451 Mukha-Klasse – 1 × AK-630
- 11661 Gepard-Klasse – 1 × AK-630
- 11711 Iwan-Gren-Klasse – 2 × AK-630
- 12061 Tsaplya-Klasse – 1 × AK-306
- 12130 Ogonek-Klasse – 2 × AK-630
- 20380 Stereguschtschi-Klasse – 2 × AK-630
- 12481 Vosh-Klasse – 1 × AK-630
- 12660 Gorya-Klasse – 1 × AK-630
- 12700 Aleksandrit-Klasse – 1 × AK-306
- 14310 Mirazh-Klasse – 1 × AK-306
- 20385 Gremjaschtschi-Klasse – 1 × AK-630
- 21630 Bujan-Klasse – 1 × AK-630
- 22460 Rubin-Klasse – 1 × AK-630
- 22800 Karakurt-Klasse – 2 × AK-630
- 23550 Arktika-Klasse – 1 × AK-630

## Bilder

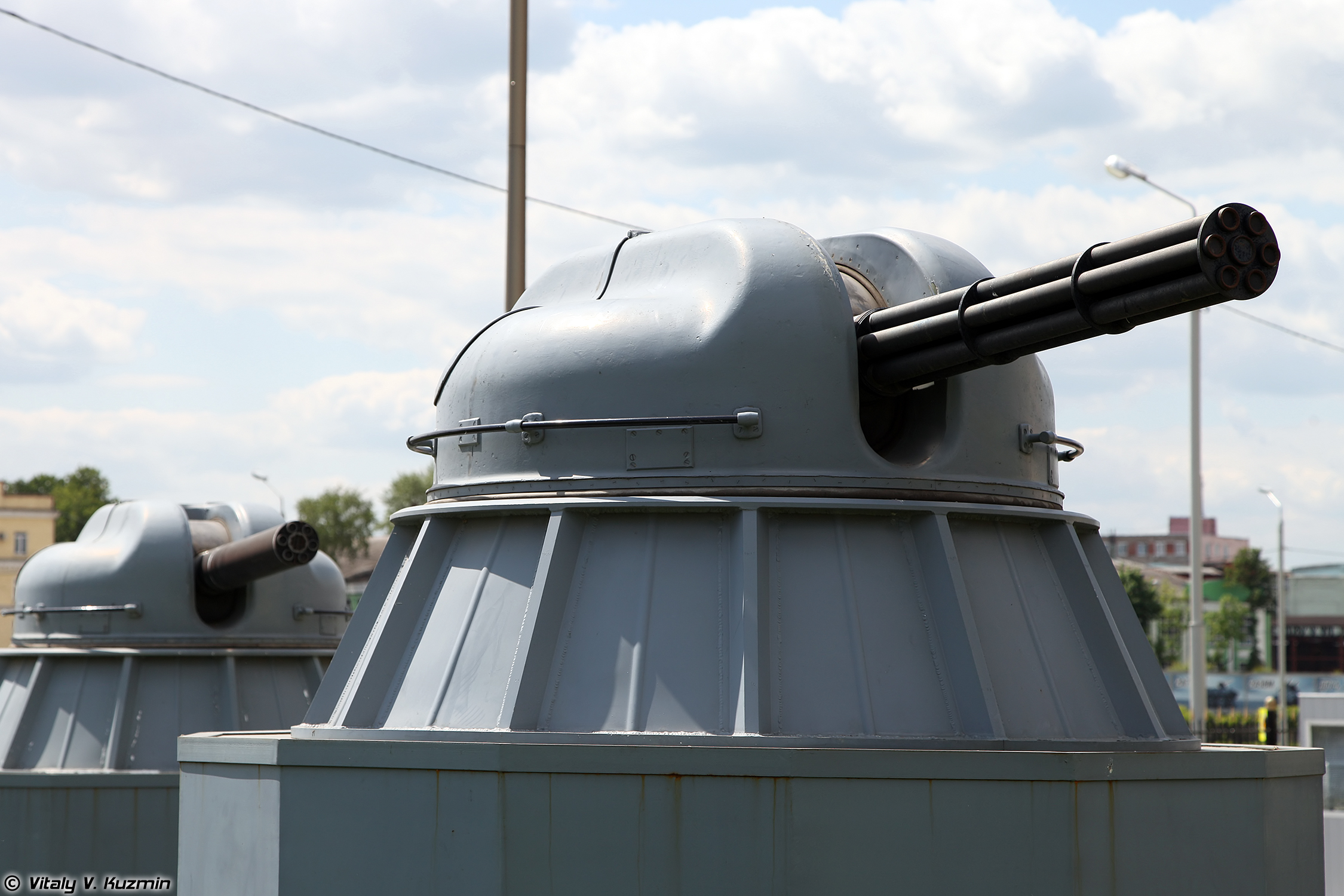
AK-306 (vorne) AK-630 (hinten)
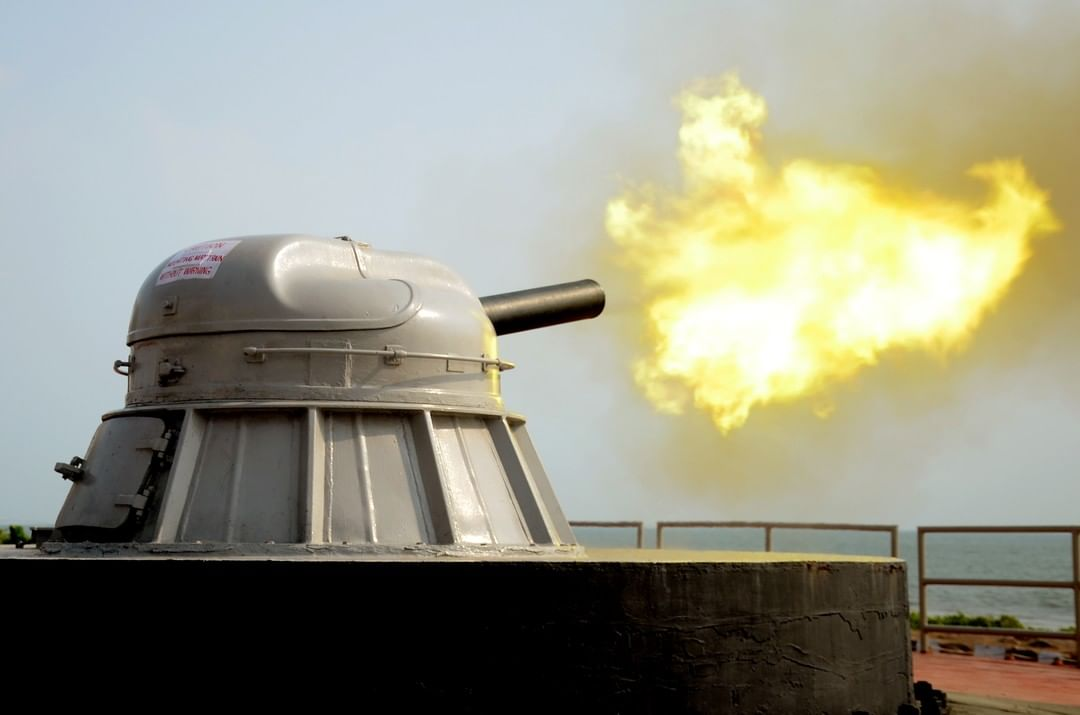
AK-630 beim Feuern
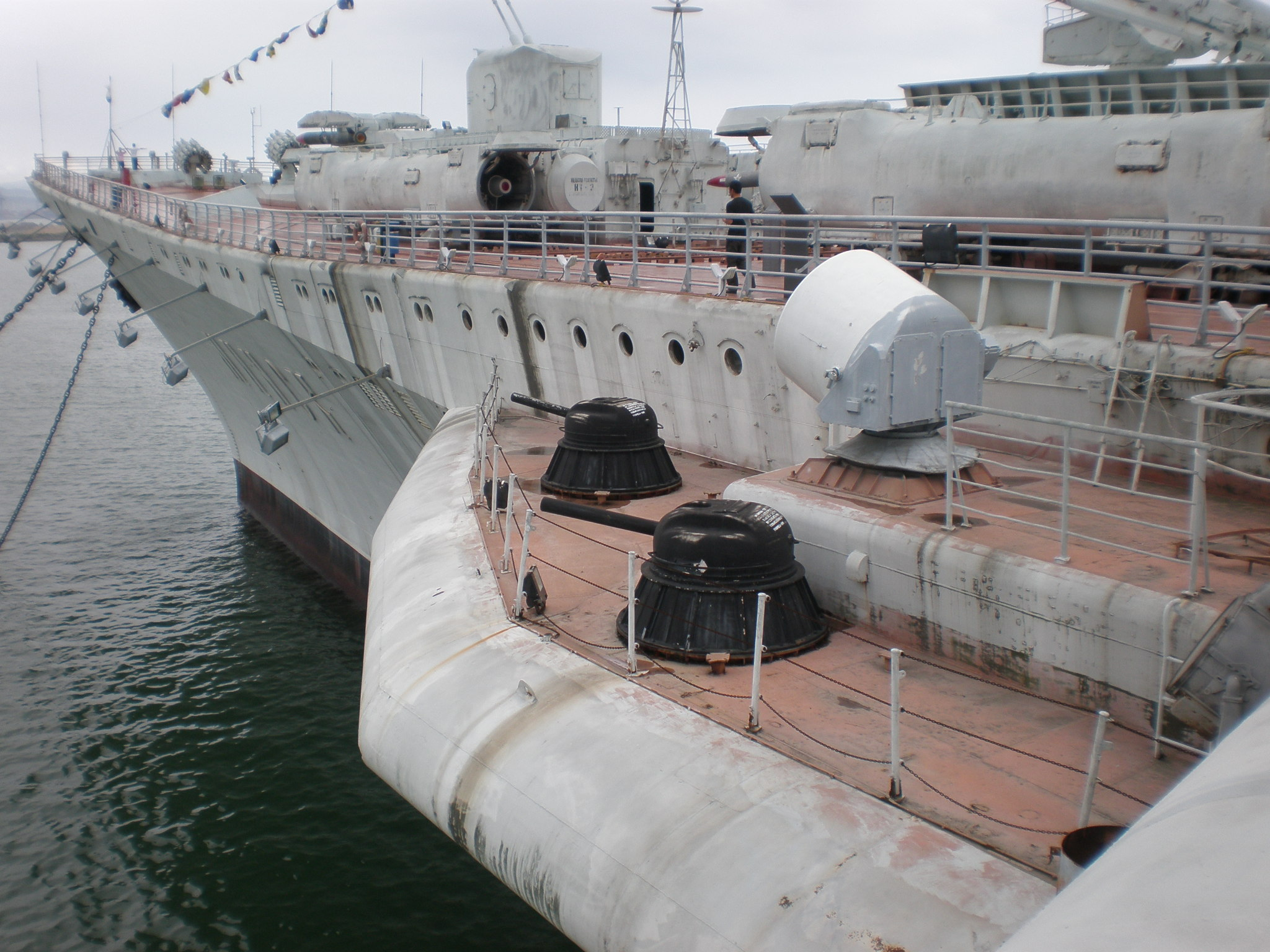
AK-630 auf der Minsk
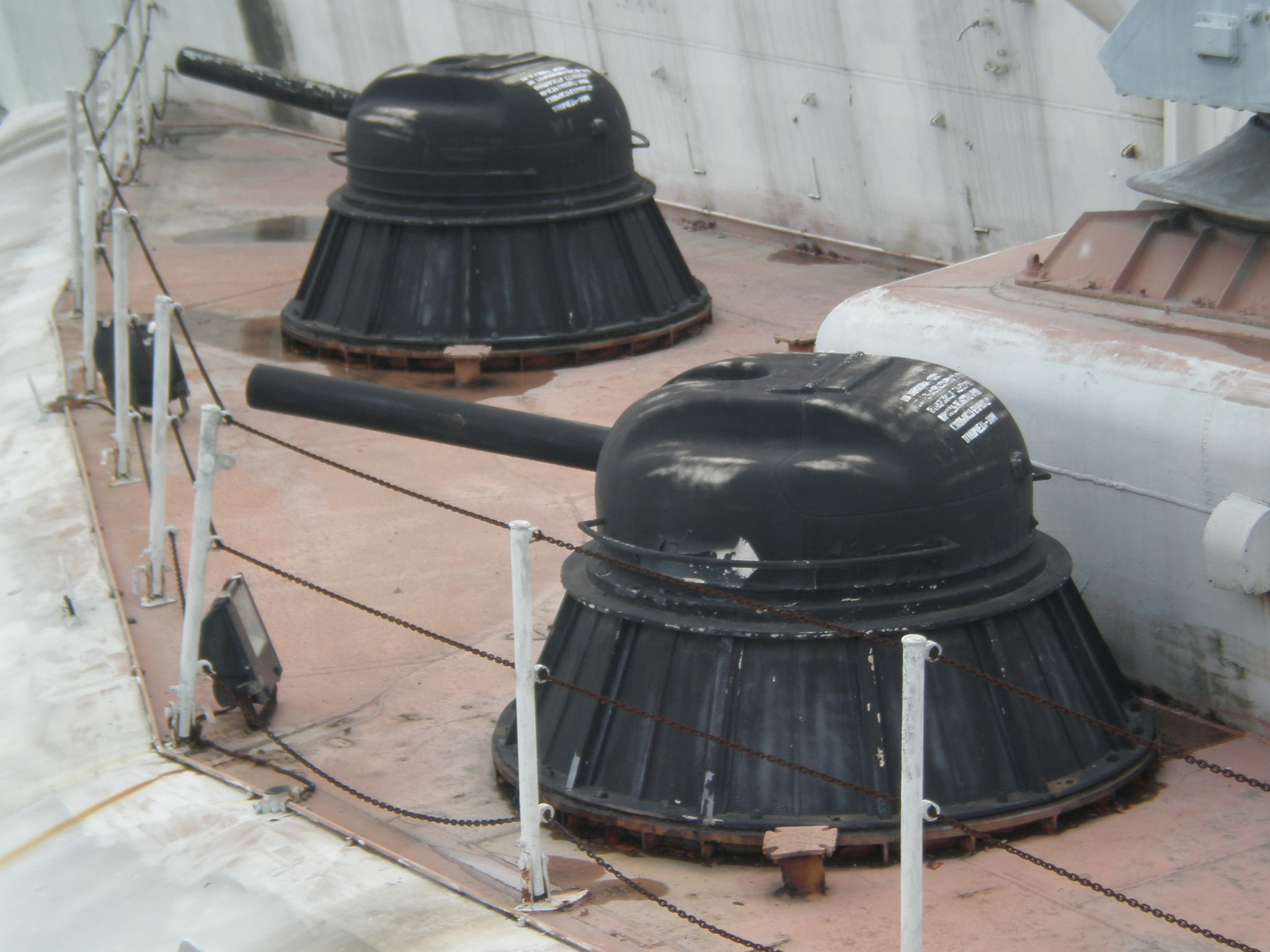
Details
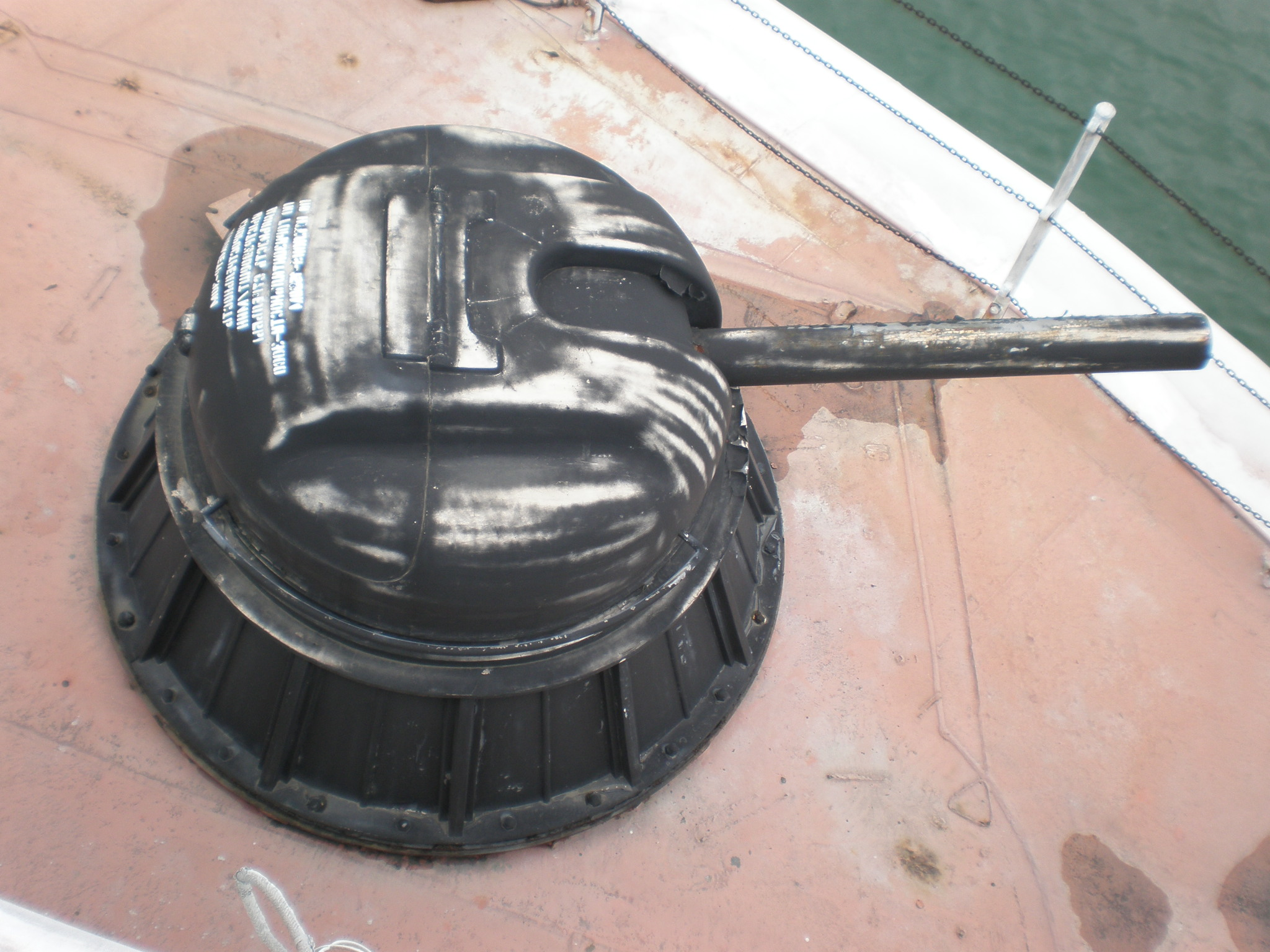
Von oben